# Fausses Notes
Pour plus de détails, voir Fiche technique et Distribution.
Fausses Notes (titre original : Naughty but Nice) est un film américain réalisé par Ray Enright et sorti en 1939.

## Synopsis
Le jeune professeur de musique Donald Hardwick se rend à New York pour essayer de faire publier une de ses symphonies, mais se retrouve à écrire accidentellement une chanson swing (Hooray for Spinach, Hooray for Milk) avec la complicité de la chanteuse Linda McKay. Cela le discrédite auprès du doyen de son université et après que le professeur abstinent se soit accidentellement saoulé, Hardwick promet de rester à New York pour l'été et d'écrire des chansons avec McKay et ils ont encore trois tubes.
Malheureusement, la chanteuse Zelda Manion exploite ses talents à son avantage en saoulant à nouveau Hardwick et en le poussant à signer un contrat avec son éditeur. Son nouveau parolier, Joe Dirk, cause des ennuis à Hardwick en copiant un morceau de musique classique et en y signant le nom de Hardwick. Au procès de Hardwick, ses tantes convainquent le juge, un auteur-compositeur lui-même, que la mélodie précédente a été copiée d'un morceau encore plus ancien maintenant dans le domaine public, et le juge rejette l'affaire.

## Fiche technique
- Titre original : Naughty but Nice
- Autre titre : The Professor Steps Out
- Réalisation : Ray Enright
- Scénario :  Richard Macaulay, Jerry Wald
- Musique : Leo F. Forbstein
- Chansons :  Harry Warren (musique), Johnny Mercer (paroles)
- Production : Warner Bros.
- Pays de production :  États-Unis
- Montage : Thomas Richards
- Durée : 89 minutes
- Date de sortie :
  - États-Unis : 1er juin 1939

## Distribution
- Ann Sheridan : Zelda Manion
- Dick Powell : Professeur Donald Hardwick
- Gale Page : Linda McKay
- Helen Broderick : tante Martha Hogan
- Ronald Reagan : Eddie Clark
- Allen Jenkins : Joe Dirk
- ZaSu Pitts : tante Penelope Hardwick
- Maxie Rosenbloom : Killer
- Jerry Colonna : Allie Gray
- Luis Alberni : Stanislaus Pysinski
- Vera Lewis : tante Annabella Hardwick
- Elizabeth Dunne : tante Henrietta Hardwick
- William B. Davidson : Samuel « Simsy » Hudson
- Granville Bates : juge Kennith B. Walters
- Halliwell Hobbes : Dean Burton